# Московська любов
«Московська любов» — радянський мелодраматичний художній фільм 1991 року, знятий на кіностудії «Мосфільм».

## Сюжет
Двоє друзів — комерсанти Вадим і Сергій, вирішують провести ризиковану фінансову операцію: підкупивши референта міністра, який видає їм гарантійний лист міністерства, вони беруть позику в комерційному банку «Росія», а потім, підкупивши головного бухгалтера цього банку і отримавши від нього відомості про акціонерів, на отримані позикою гроші скуповують акції цього самого банку. В ході подій у Сергія зав'язуються любовні стосунки з Катею — коханкою голови правління банку. Зібравши контрольний пакет банку, Вадим заявляється до голови правління оголошуючи, що тепер він господар банку. Однак, взяти банк — це ще не втримати його. Голова правління погоджується прийняти Вадима в члени правління, але тільки одного, без Сергія, а Вадим ставить умову — залишити в спокої Сергія і Катю.

## У ролях
- Євген Парамонов —  Сергій
- Денис Карасьов —  Вадим
- Лідія Вележева —  Катя
- Олена Аржанік —  Люба, подруга Каті
- Олег Рудюк —  Андрій, голова правління банку
- Володимир Сальников —  Чернов, помічник голови правління
- Олександр Гловяк —  Костянтин Олександрович, бухгалтер банку
- Леван Мсхіладзе —  Саїд
- Леонід Удалов —  Толік
- Валерій Рижаков — епізод
- Валентин Букін — епізод
- Микола Пеньков — епізод
- Федір Смирнов — епізод
- Лідія Константинова — епізод
- Олена Сотникова — епізод

## Знімальна група
- Режисер — Валерій Курикін
- Сценаристи — Олександр Аксанов, Олена Григор'єва
- Оператор — Валентин Піганов
- Композитор — Олександр Гольдштейн
- Художник — Олена Григор'єва